# Robert Brasillach

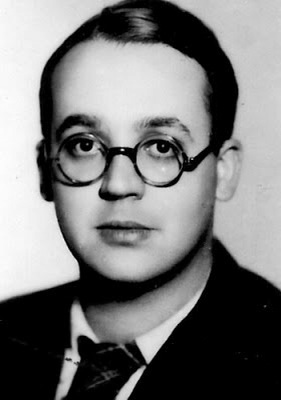
Robert Brasillach

Robert Brasillach, född 31 mars 1909 i Perpignan, död 6 februari 1945 i Paris, var en fransk författare.
Brasillach utbildade sig på École Normale Supérieure. Åren 1931-1939 var han litteraturkritiker i tidningen Action Francaise. Han debuterade 1931 med en bok om Vergilius. Under andra världskriget var han redaktör för tidningen Je suis partout. Han arresterades i september 1944 och dömdes till döden på grund av sina nazistiska artiklar. År 1945 arkebuserades han.